# Polikarp Bugielski
Polikarp Bugielski (1830, zm. 14 maja 1864 w Szczuczynie) – powstaniec styczniowy, inspektor policji w Suwałkach. 
Przed wybuchem Powstania Styczniowego działał w organizacji niepodległościowej. Po wybuchu powstania zebrał 50 mieszczan z Suwałk i przybył z nimi do formującego się oddziału Wincentego Kamieńskiego; po kilku utarczkach w których brał udział, przeszedł pod dowództwo Suzina; po bitwie pod Stawiszkami, w której ten dowódca zginął, przyłączył się do oddziału Brandta. W potyczce pod Wizną ranny, po wyleczeniu się wrócił do oddziału; w szturmie na komorę Wincenta 19 września 1863 z odwagą dowodził kompanią kosynierów pod głównym kierunkiem Wolskiego (Miecza). W listopadzie 1863 zmuszony był schronić się do Prus Wschodnich wraz z trzema wiernymi sobie byłymi policjantami. Po paru miesiącach gdy już powstanie upadało, wszedł do Królestwa w kwietniu 1864 r. na czele 40 dobrze uzbrojonych strzelców pieszych. Po potyczce pod Gontarzami i Kuziami w Augustowskim, w których doznał porażki, jego oddział zmniejszył się do kilkunastu ludzi, z którymi przeszedł do okręgu biebrzańskiego. Pod wsią Grabowo otoczony przewyższającymi siłami, po zaciętym oporze ranny i wzięty do niewoli. Rozstrzelany dnia 14 maja 1864 w Szczuczynie. Brał także udział w potyczkach pod Balinką, Kadyszem, Gruszkami, Kozim-rynkiem, Burzynem i Radziłowem.